# Najla al-Qasimi
Scheicha Najlaa Mohammad Salim Mohammad Al Qassimi (arabisch نجلاء محمد القاسمي, DMG Naǧlāʾ Muḥammad al-Qāsimī; * 1970) ist eine Diplomatin aus den Vereinigten Arabischen Emiraten.

## Leben
Najla al-Qasimi gehört zur Herrscherfamilie al-Qasimi des Emirats Ra’s al-Chaima. Sie studierte Politikwissenschaft an der United Arab Emirates University in al-Ain und schloss das Studium 1994 mit einem BA ab. Nach ihrem Studium war sie zuerst Trainee bei der HSBC Bank Middle East Limited, arbeitete dann dort zwei Jahre in der Kreditabteilung als Credit Facilities Officer. An den Higher Colleges of Technology (HCT) war sie danach Berufsberaterin. Von dort wechselte sie 1999 zum Emirates Center for Strategic Studies and Research in Abu Dhabi. Sie ist Dozentin für Management-Informationssysteme und IT-Governance an der Zayed University.

## Diplomatischer Werdegang
Ihre erste Position im Außenministerium hatte sie 2002 in der Abteilung für Europäische und Amerikanische Angelegenheiten. In Genf arbeitete sie ab 2004 drei Jahre lang in der Ständigen Vertretung der Emirate bei den Vereinten Nationen.
Im September 2008 wurde sie zur Botschafterin der Vereinigten Arabischen Emirate in Schweden ernannt. Gemeinsam mit der neuen Botschafterin der Vereinigten Arabischen Emirate in Spanien, Hassa Abdullah al-Otaiba, war sie damit die erste Frau aus den Emiraten, die Botschafterin wurde. Mitakkreditiert wurde sie 2010 für Finnland und Dänemark. Von 2012 bis 2016 war sie Botschafterin in Portugal.
Sie ist Mitglied des Vorstandes der schwedischen Nichtregierungsorganisationen Women for Sustainable Growth (WSG) und Women in International Security (WIIS).